# Bé Cultural d’Interès Nacional
Bé cultural d’interès nacional (katalanisch für „Kulturgut von nationaler Bedeutung“; Plural: béns culturals d’interès nacional oder abgekürzt bé d’interès nacional; Abkürzung: BCIN) ist die höchste Kategorie denkmalgeschützter Objekte in Katalonien. Geschützt sein können sowohl ortsfeste als auch bewegliche Denkmäler. Die Einstufung wird von der Generalitat de Catalunya (der katalanischen Regierung) vorgenommen und durch eine Aufnahme in das Registre de Béns Culturals d’Interès Nacional dokumentiert. Niedrigere Stufen des Denkmalschutzes sind bé cultural d’interès local (BCIL; deutsch: „Kulturgut von regionaler Bedeutung“) und Espai de Protecció Arqueològica (EPA; deutsch: „geschützte archäologische Fundstätte“).
Es handelt sich bei den geschützten Objekten um historische Bauwerke, Orte, Gärten oder Stätten, archäologische oder paläontologische Fundstellen oder ethnologisch bedeutsame Stätten.